# Antonia de Termessibus
La lex Antonia de Termessibus, va ser una llei de l'antiga Roma, establerta potser l'any 68 aC o el 71 aC proposada pel tribú de la plebs Gai Antoni Híbrida que determinava que la ciutat de Termessos a la regió de Psídia fos reconeguda per la república romana com una ciutat lliure. La finalitat de la llei era establir aliances amb aquesta ciutat.